# Abdramane Konaté
Abdramane Konaté (San-Pédro, 25 giugno 2006) è un calciatore ivoriano, centrocampista dell'Espérance.

## Carriera

### Club
Ha iniziato a giocare a calcio in Costa d'Avorio con il San Pedro, per poi nel 2024 dopo 5 presenze in prima divisione trasferirsi all'Espérance, club della prima divisione tunisina. Ha debuttato con il club tunisino il 31 agosto 2024 nell'incontro di Championnat de Ligue Professionelle 1 vinto 3-1 contro l'US Tatouine.

### Nazionale
Ha giocato con la nazionale ivoriana Under-20.

## Statistiche
Statistiche aggiornate al 21 giugno 2025.

### Presenze e reti nei club
| Stagione        | Squadra         | Campionato      | Campionato | Campionato | Coppe nazionali | Coppe nazionali | Coppe nazionali | Coppe continentali | Coppe continentali | Coppe continentali | Altre coppe | Altre coppe | Altre coppe | Totale | Totale | Totale |
| Stagione        | Squadra         | Comp            | Pres       | Reti       | Comp            | Pres            | Reti            | Comp               | Pres               | Reti               | Comp        | Pres        | Reti        | Pres   | Reti   |        |
| --------------- | --------------- | --------------- | ---------- | ---------- | --------------- | --------------- | --------------- | ------------------ | ------------------ | ------------------ | ----------- | ----------- | ----------- | ------ | ------ | ------ |
| 2024-2025       | Espérance       | L1              | 21         | 2          | CT              | 0               | 0               | CAF CL             | 10                 | 0                  | ST+CmC      | 1+1         | 0           | 33     | 2      |        |
| Totale carriera | Totale carriera | Totale carriera | 21         | 2          |                 | 0               | 0               |                    | 10                 | 0                  |             | 2           | 0           | 33     | 2      |        |

## Palmarès

### Club

#### Competizioni nazionali
- Campionato tunisino: 1

Espérance: 2024-2025
- Coppa di Tunisia: 1

Espérance: 2024-2025